# Browallia
Browallia is de botanische naam van een geslacht uit de nachtschadefamilie (Solanaceae). Het geslacht is vernoemd naar de 18e-eeuwse Zweeds-Finse bisschop, wetenschapper en politicus Johan Browallius.
De vijftallige bloemen zijn blauw, violet of wit. Het blad is gaafrandig, soms kleverig. De planten komen voor in tropisch Zuid-Amerika.
Ze worden vaak gebruikt als kamerplanten:
- Browallia americana (struikviooltje) is een veel gebruikte eenjarige, kruidachtige tuinplant.
- Browallia speciosa is een halfstruik en een veel voorkomende kamerplant. In tuincentra, bloemisterijen wordt deze planten vaak simpelweg met "Browallia" aangeduid.